# Louisenlund (Bornholm)

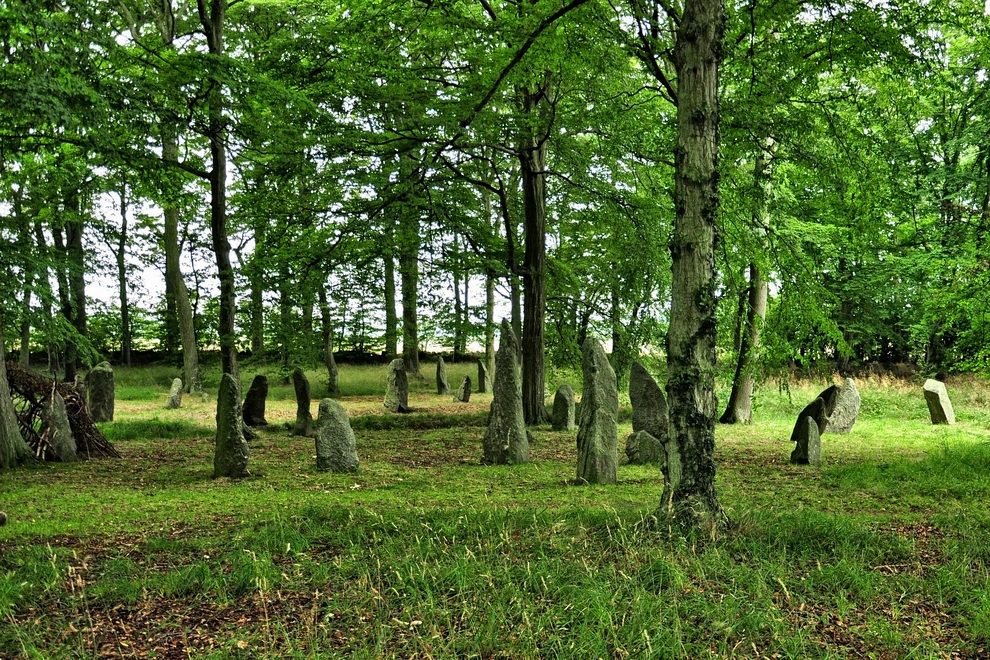
Bautasteine im Louisenlund

Im Louisenlund (deutsch „Louisenhain“) bei Østermarie auf der dänischen Insel Bornholm findet man wie im benachbarten Gryet die sehr große Anhäufung von Bautasteinen in Dänemark. Hier stehen etwa 50 längliche, meist unbearbeitete Steine, ohne Bilder oder Inschrift, die hochkant einzeln oder in Gruppen in der jüngeren Bronzezeit und der älteren Eisenzeit (1100 v. Chr.) aufgestellt wurden und den Rest eines ursprünglich größeren Bestandes darstellen. Viele Steine sind bis zu 2,5 m hoch.
In Louisenlund wurden bisher keine Untersuchungen vorgenommen, daher ist nicht bekannt, warum die Steine errichtet wurden. Im Jahre 1850 kaufte der dänische König Frederik VII. (1808–1863) die Stelle und gab ihr den Namen seiner dritten (morganatischen) Frau, Louise Rasmussen, der späteren Gräfin Danner.

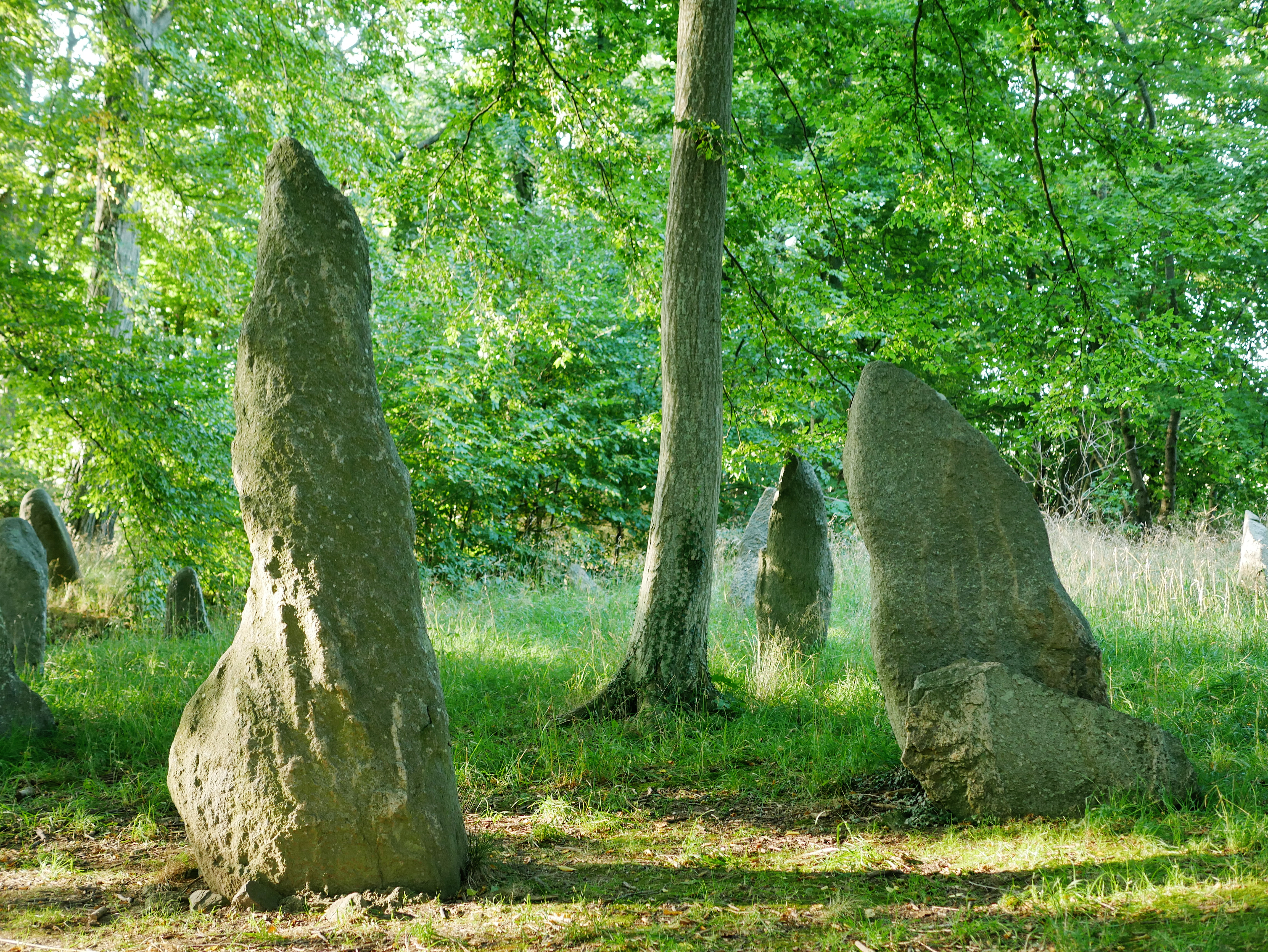
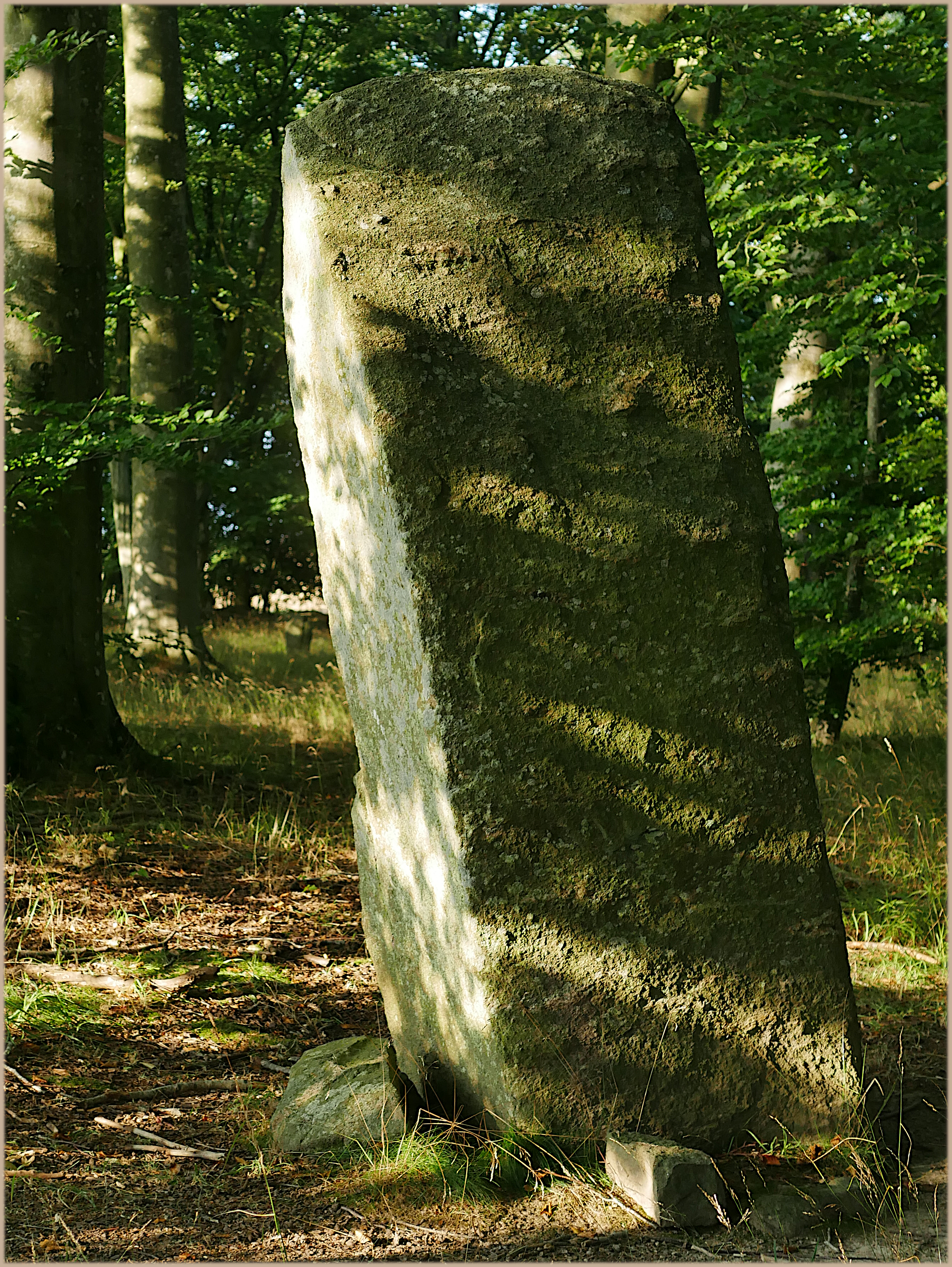
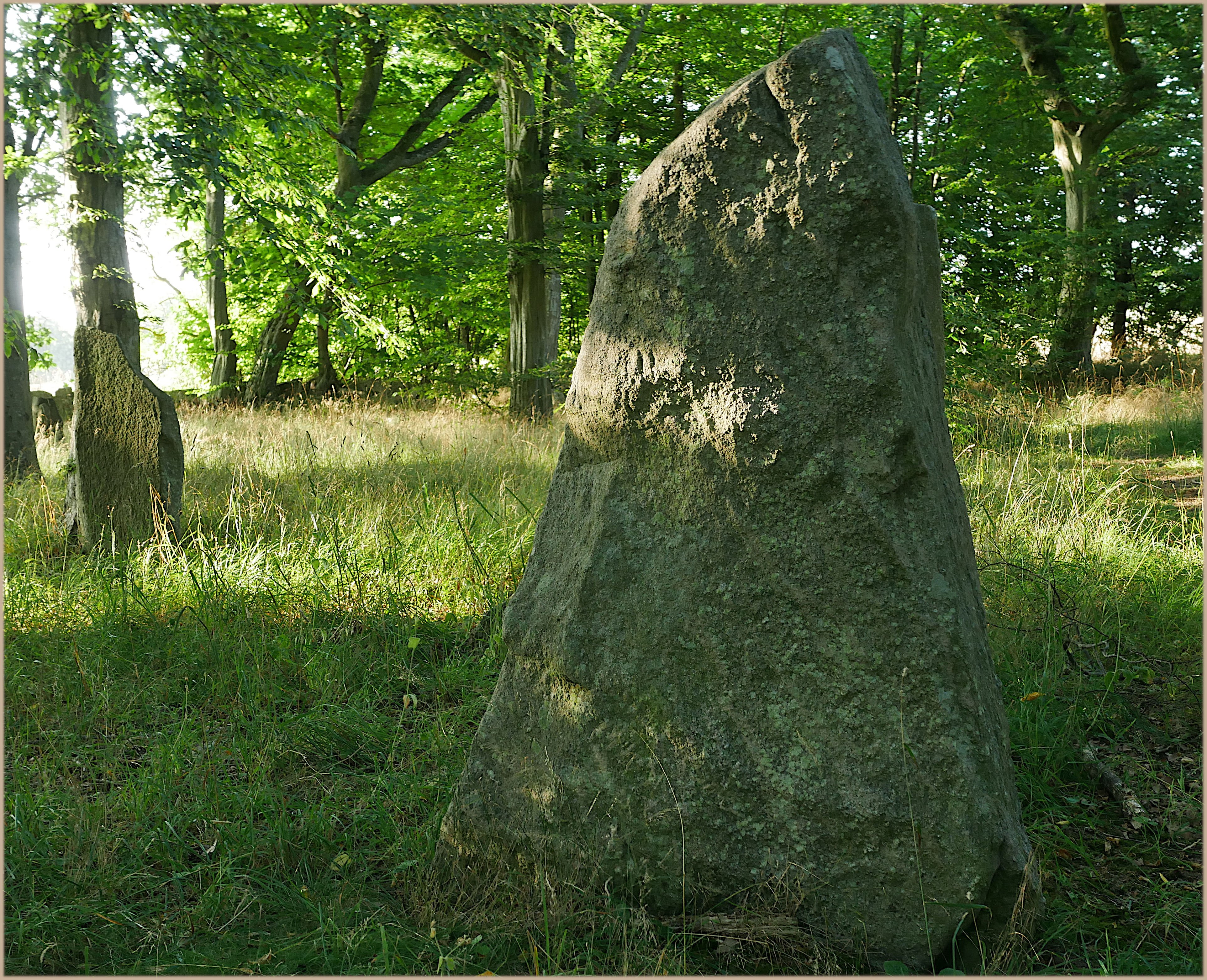
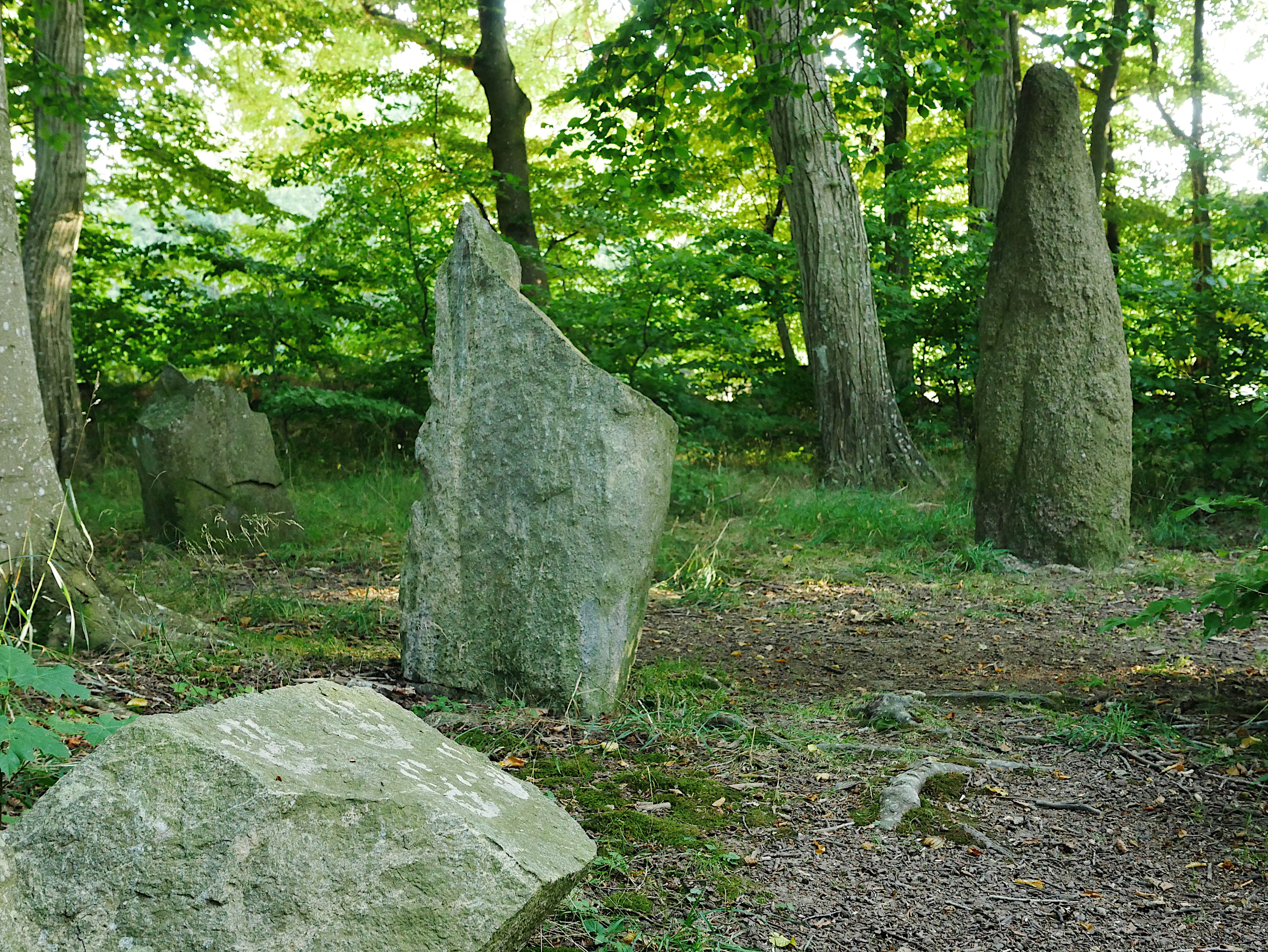
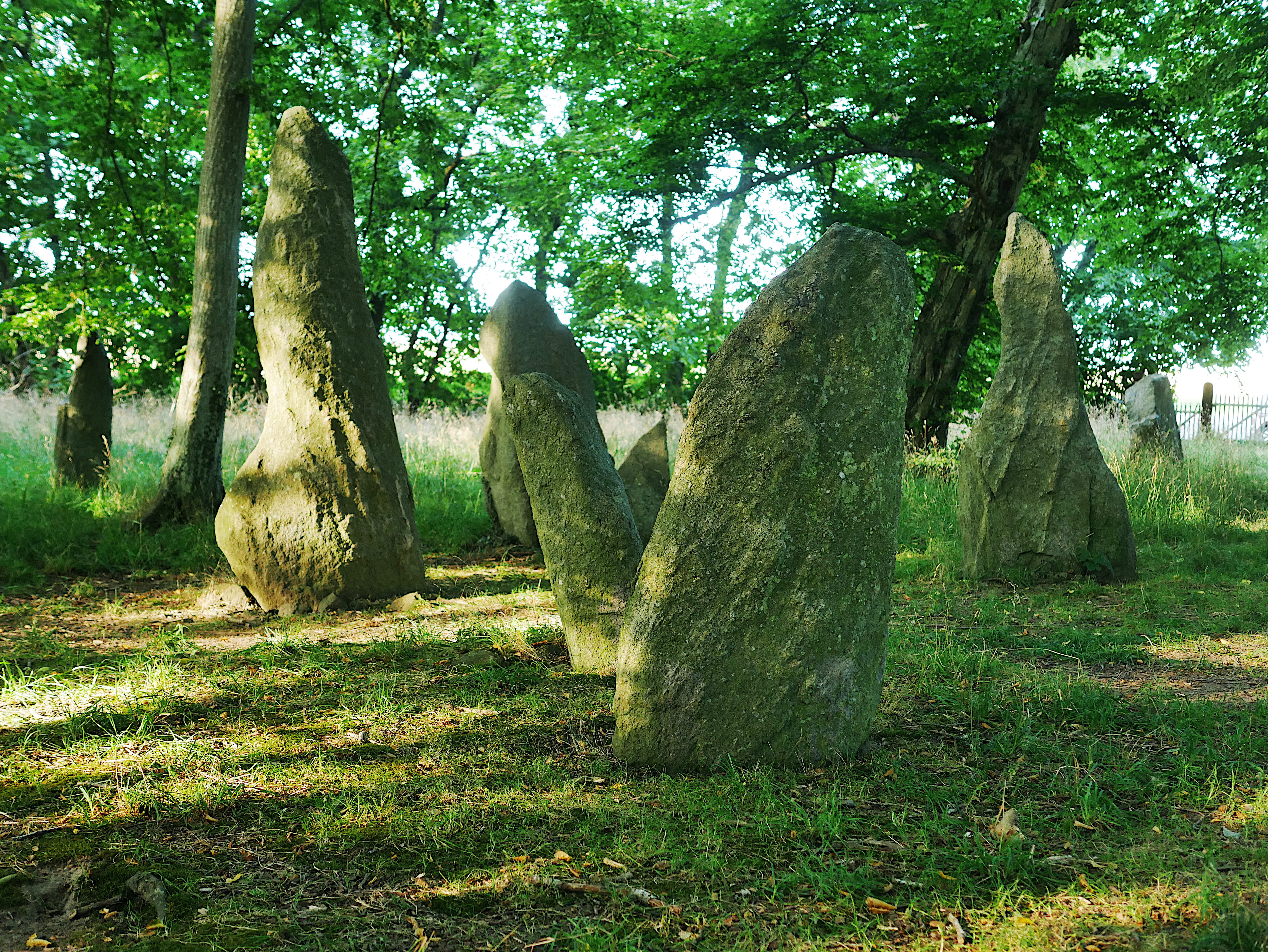